# Ceriporia mellita
Ceriporia mellita är en svampart som först beskrevs av Hubert Bourdot, och fick sitt nu gällande namn av Bondartsev & Singer 1941. Ceriporia mellita ingår i släktet Ceriporia,  och familjen Phanerochaetaceae.   Inga underarter finns listade.